# Recopa Sul-Brasileira 2008
In 2008 werd de tweede editie van de Recopa Sul-Brasileira gespeeld. Aan het voetbaltoernooi namen vier toernooiwinnaars deel van competities uit de Zuid-Braziliaanse staten Rio Grande do Sul,  São Paulo, Santa Catarina en Paraná.  Alle wedstrijden werden gespeeld in het Estádio Augusto Bauer in Brusque van 5 tot 7 december. Brusque werd kampioen en ontving hiervoor 30.000 real, de runner-up kreeg 10.000 real. 

## Deelnemers
| Club                         | Toernooiwinnaar     |
| ---------------------------- | ------------------- |
| Atlético Sorocaba (Sorocaba) | Copa Paulista       |
| Londrina (Londrina)          | Copa Paraná         |
| Brusque (Brusque)            | Copa Santa Catarina |
| Pelotas (Pelotas)            | Copa FGF            |

## Knockout-fase
|  | Halve finale      | Halve finale      |   |  | Finale  | Finale |  |
|  |                   |                   |   |  |         |        |  |
|  |                   |                   |   |  |         |        |  |
|  | Brusque           | 1 (7)             |   |  |         |        |  |
|  | Londrina          | 1 (6)             |   |  |         |        |  |
|  |                   |                   |   |  |         |        |  |
|  |                   |                   |   |  |         |        |  |
|  |                   |                   |   |  | Brusque | 1      |  |
|  |                   | Atlético Sorocaba | 0 |  |         |        |  |
|  |                   |                   |   |  |         |        |  |
|  |                   |                   |   |  |         |        |  |
|  |                   |                   |   |  |         |        |  |
|  |                   |                   |   |  |         |        |  |
|  | Atlético Sorocaba | 2                 |   |  |         |        |  |
|  | Pelotas           | 0                 |   |  |         |        |  |

Details finale
|                  |                       |       |                   |                                |
| 7 december 16:00 | Brusque               | 1 – 0 | Atlético Sorocaba | Estádio Augusto Bauer, Brusque |
| 7 december 16:00 | Rafael Bitancourt 37' |       |                   | Estádio Augusto Bauer, Brusque |